# 云梯畲族乡
云梯畲族乡是中华人民共和国安徽省宣城市宁国市下辖的一个民族乡。

## 行政区划
云梯畲族乡下辖以下村级行政区划单位：
云梯村、千秋村、白鹿村和毛坦村。